# Luffia lapidella
Luffia lapidella är en fjärilsart som beskrevs av Johann August Ephraim Goeze 1783. Luffia lapidella ingår i släktet Luffia och familjen säckspinnare. Inga underarter finns listade i Catalogue of Life.